# Норденшельд, Адольф Эрик

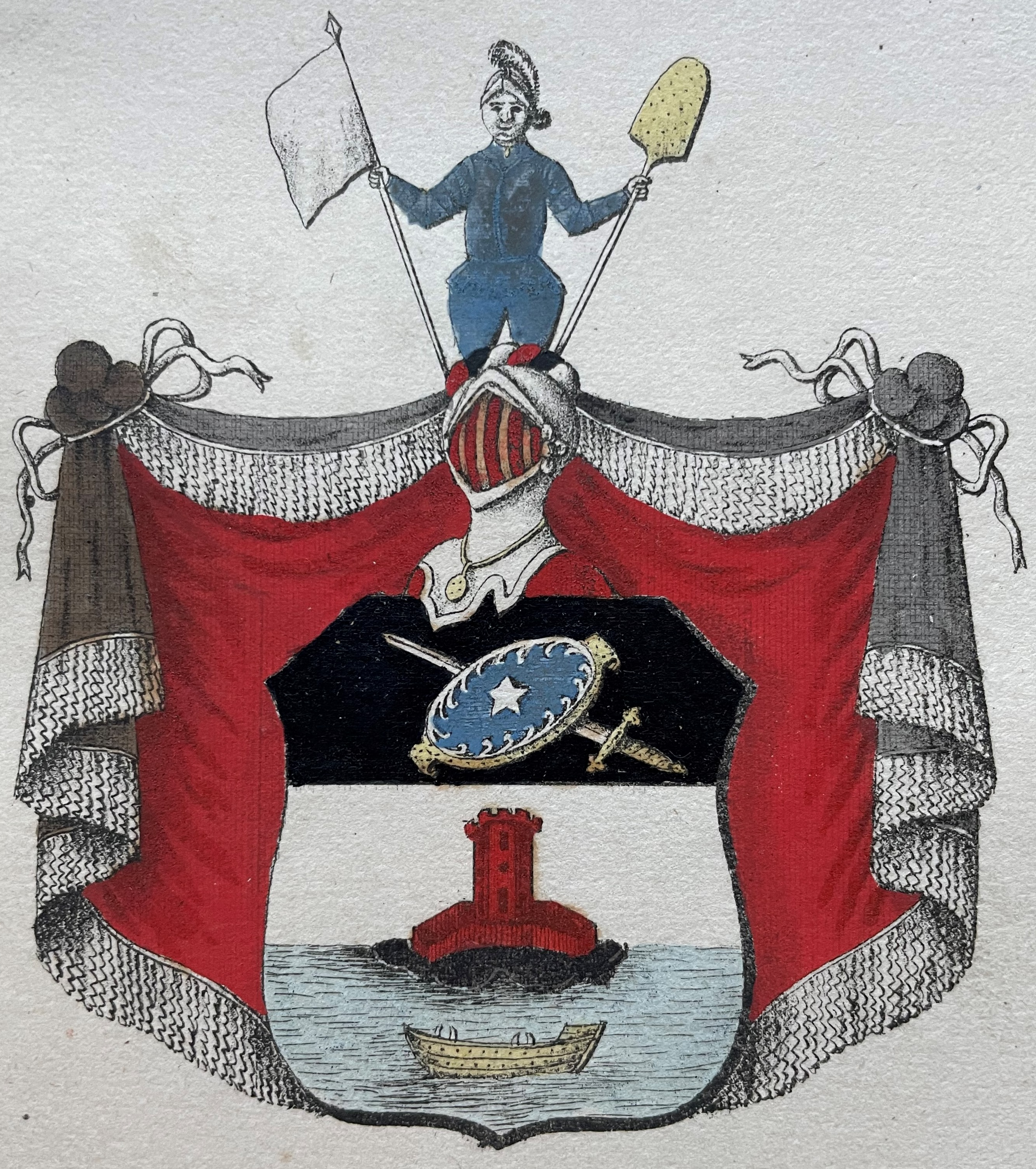
Герб барона Адольфа Эрика Норденшельда

Барон Нильс Адольф Эрик Но́рденшельд (Ну́рденшёльд) (швед. Nils Adolf Erik Nordenskiöld; 18 ноября 1832, Гельсингфорс, Российская империя — 12 августа 1901, Дальбю, Швеция) — шведский геолог и географ, исследователь Арктики, мореплаватель, историк-картограф.
Известен тем, что первым в истории прошёл на судне «Вега» в 1878—1879 годах Северо-восточным проходом из Гётеборгской гавани через Берингов пролив в Тихий океан.
Член Стокгольмской академии наук (1858), иностранный член-корреспондент Петербургской академии наук (1879), иностранный член Парижской академии наук (1893; корреспондент с 1876), почётный член Русского географического общества (1881).

## Биография
Родился 18 ноября 1832 года в Гельсингфорсе. Его отец — Нильс Густав Норденшельд (1792—1866) — химик, минералог, по легенде — первооткрыватель александрита.
Окончил гимназию в Борго (Порвоо). В 1849 году поступил в Императорский Александровский университет в Гельсингфорсе (сейчас — Хельсинкский университет). Изучал математику, геологию, а также, в большей степени самостоятельно, химию и минералогию. В 1853 году получил степень кандидата, в 1855 году — лиценциата, за статью по минералогии. Труды по химии, минералогии и зоологии доставили ему место куратора математико-физического факультета, а также небольшую должность в горном правлении.
В 1855 году защитил магистерскую диссертацию и получил приглашение на должность хранителя университетского минералогического музея.
В ноябре 1855 года Норденшельд был на встрече студентов в ресторане «Тёолё» (Töölö) по случаю дня рождения одного из них. Обсуждалась Крымская война, произносились политические речи с критикой порядков в Великом княжестве Финляндском. Об этом стало известно генерал-губернатору Финляндии графу фон Бергу. Участники мероприятия, известного как «Ужин в Тёолё», понесли наказание, а Норденшельд был уволен из университета на текущий и следующий весенний период. Он отправился в Берлинский университет с целью изучения химии у профессора Генриха Розе.
В 1856 году Норденшельд вернулся в Гельсингфорс, был назначен доцентом минералогии и признан новым профессором геологии в университете. Однако, чтобы подтвердить свои научные изыскания, он хотел совершить разведывательную экспедицию. Ему были выделены средства в виде стипендии Александровского университета для экспедиции на Камчатку.
Однако случился новый политический скандал: в мае 1857 года на выпускные торжества в Гельсингфорский университет прибыла делегация шведских преподавателей из университета Уппсалы (в 1857 году отмечалось 700-летие первого шведского крестового похода в Финляндию). На прощальном ужине 18 (30) мая Норденшельд, после блестящей защиты своей диссертации, провозгласил тост за будущее Финляндии. В своей речи сожалел о рвущейся связи между Финляндией и Швецией и выразил сомнения относительно будущего Финляндии как части Российской империи. Его несколько туманные выражения официально были истолкованы как надежда на воссоединение Финляндии со Швецией. Генерал-губернатор граф фон Берг потребовал от Норденшельда публичных извинений и отказа от своих взглядов, и когда он не согласился, стипендия для поездки на Камчатку была отменена. Более того, научная деятельность в Финляндии стала для него невозможной. Норденшельд был вынужден покинуть Российскую империю, отбыв в Швецию.
В Стокгольме ему поручили заведовать коллекциями минералов в естественно-историческом музее и избрали профессором национальной академии наук.
В 1860 году Норденшельд получил шведское подданство.
В 1861 году участвовал в шведской экспедиции Отто Торелля на Шпицберген.
В 1864, 1868 и 1872—1873 годах экспедиции под руководством Норденшельда произвели съёмку берегов Шпицбергена, причём впервые был пройдено Восточное ледяное поле на острове Северо-Восточная Земля.
В 1870 и 1883 годах руководил шведскими экспедициями в Гренландию, положившими начало исследованиям её ледяного щита.
В 1875—1876 годах совершил плавание из Швеции в устье Енисея.
В 1878—1879 годах на пароходе «Вега» впервые осуществил сквозное плавание (с зимовкой в пути) Северо-восточным проходом из Атлантического океана в Тихий и через Суэцкий канал вернулся в Швецию (1880), впервые обойдя таким образом всю Евразию.
Удостоен Константиновской медали Русского географического общества в 1879 году и медали Мурчисона Геологического общества Лондона в 1900 году.
Автор книги «Плавание на „Веге“».
Скончался от разрыва сердца 12 августа 1901 года в поместье Дальбю (шведская провинция Сёдерманланд). Похоронен на кладбище у церкви деревни Вестерьюнг.

## Семья
В 1863 году Норденшельд женился. Жена Норденшельда — Анна Мария Маннергейм — приходилась родной тёткой Карлу Густаву Маннергейму. Его сыновья Густав и Эрланд также много путешествовали и вошли в историю науки как крупные исследователи доколумбовой Америки.

## Награды
Шведские
- Орден Полярной звезды, рыцарь первого класса (RNO1kl) (10 декабря 1868)[9]
- Орден Полярной звезды, командор Большого креста со звездой (KmstkNO) (27 января 1880)
- Титул барона Королевства Швеция (9 апреля 1880, род внесен в рыцарский матрикул королевства Швеция 7 декабря 1881 под № 405)

Иностранные
- Орден Короны Италии, офицерский крест (Off ItKrO) (Королевство Италия, май 1869)
- Орден Изабеллы Католической, командорский крест (KSpICO) (Королевство Испания, 3 октября 1871)
- Орден Короны Италии, командорский крест (K ItKrO) (Королевство Италия, 1 марта 1874)
- Орден Короны Италии, большой командорский крест (StOff ItKrO) (Королевство Италия, 27 января 1880)
- Орден Святого Иоанна Иерусалимского, командорский крест (KPS:tJO) (Королевство Пруссия, 5 февраля 1880)
- Орден Почётного легиона, командорский крест (KFrHL) (Третья французская республика, 30 марта 1880)
- Орден Даннеброг, большой крест (StkDDO) (Королевство Дания, 17 апреля 1880)
- Орден Святого Владимира 2-й степени (Российская империя, 12 августа 1880)
- Орден «Pour le Mérite für Wissenschaften und Künste» (Королевство Пруссия, 1880)
- Орден Изабеллы Католической, большой крест (StkSpICO) (Королевство Испания, 4 февраля 1893)

## В художественной литературе
Экспедиции Норденшельда на пароходе «Вега» в 1878—1880 посвящён роман Жюля Верна «Найдёныш с погибшей „Цинтии“». В нём главный герой — Эрик Герсебом — в поисках Норденшельда (на момент действия романа, зимовавшего в 1878—1879 гг.), совершает кругосветное путешествие вокруг Северного полюса, пройдя Северо-восточным проходом с востока на запад за одну навигацию.

## Память
- Коллекция старинных атласов и гравированных карт, собранная Норденшельдом и хранящаяся в библиотеке Хельсингского университета, включена в программу ЮНЕСКО «Память мира» как уникальное сокровище культуры[10].

Именем Норденшельда названы: 
- архипелаг к северу от полуострова Таймыр,
- залив у берегов Новой Земли,
- полуостров Западного Шпицбергена (Земля Норденшельда),
- астероид (2464) Норденшёльд,
- кратер на Марсе[11],
- международная биологическая станция «Лена-Норденшельд», образованная в 1995 году рядом с посёлком Тикси в Республике Саха[12].

До 1935 года иногда на некоторых картах море Лаптевых называлось морем Норденшельда.

## Труды
- Норденшельд А. Э. Шведская полярная экспедиция 1878-79 г.: Открытие сев.-вост. прохода : С прил. Отчета капитана Иоганнсена о плавании его от устья Лены до Якутска и карт мыса Челюскина, порта Диксона и Таймырск. пролива. — СПб.: А. Траншель, 1880. — [4], 207, [4] с., [3] л. карт.
- Норденшельд А. Э. Экспедиции к устьям Енисея 1875 и 1876 годов: Со статьею адъюнкт проф. зоологии Упсал. ун-та Г. Тэля о плавании его по Енисею в 1876 г. и 2 карт. плавания. — СПб.: А. Траншель, 1880. — [8], 198, [1] с., [2] л. карт.
- Норденшельд А. Э. Путешествие А. Э. Норденшельда вокруг Европы и Азии на пароходе «Вега» в 1878—1880 г. — СПб.: Изд. И. И. Валлениуса, 1881. — 517 с.
- Норденшельд А. Э., барон. Первая карта северной Азии, основанная на действительных наблюдениях (перев. со шведского Э. В. Кориандера) // Записки Военно-топографического отдела Главного штаба. — СПб.: 1889. — Часть XLIV. — Отделение второе. — VII. С. 1— 11, [2] л. репродукций чертежей.
- Норденшельд. А. Э. Вокруг Азии и Европы. — Берлин: Ефрон, 1923. — 173, [3] с., [5] л. ил. — (Путешествия и приключения).
- Норденшельд А. Е. Плавание на «Веге» / Пер. со швед. А. Бонди, ред. В. Ю. Визе.: В 2 т. — Л.: Изд-во Главсевморпути, 1936. — Т. 1. — [4], 479 с.; Т. 2. — [4], 503 с. (Полярная библиотека); переизд.: Норденшельд А. Э. Плавание на «Веге». — М.: Paulsen, 2014. — 528 с.: ил. — (Библиотека «Совкомфлота»). — ISBN 978-5-98797-094-2.
- Nordenskiöld A. E. Avartuva maailma: kartta-aarteita A. E. Nordenskiöldin kokoelmasta: The emerging world: map treasures from the A. E. Nordenskiöld collection. — Helsinki: Suomal. kirjall. seura, 2013. — 175 s.
- Норденшельд А. Э. В стране льдов и холода: Путешествие барона А. Е. Норденшёльда по Северному Ледовитому океану в 1877—78 гг / Извлечение Э. В. Кориандера. — СПб.: Тип. С. Добродеева, 1885. — 92 с.
- Норденшельд А. Э. Вокруг Азии и Европы. — Берлин: Изд-во С. Ефрон, 1923. — 123 с. — (Путешествия и приключения).
- Норденшельд А.Э. Вокруг Европы и Азии на пароходе "Вега" в 1878-1880 г. (в извлечениях) // Боднарский М.С. Великий Северный морской путь. Историко-географический очерк открытия Северо-восточного прохода. — Государственное издательство. — М.—Л., 1926. — С. 171—240. — 256 с. — 7000 экз.
- A.E. Nordenskiold. FACSIMILE-ATLAS to the early history of cartography with reproductions of the most important maps printed in the XV and XVI centuries.  Translated from the swedish original by Johan Adolf Ekelof and Clements R. Markham. With 102 plates and 84 additional maps. — Dover Publications, Inc. — New York, 1975. — X+243 с. — (Dover pictorial archive series). — ISBN 0-486-22964-5.
- A.E. Nordenskiold. PERIPLUS. An Essay on the Early History of Charts and Sailing-Directions.  Translated from the Swedish original by Francis A. Bather. With numerous reproductions of old charts and maps.. — Martino Publishing. — Mansfield Centre, CT, 2003. — X+208+LX с. — ISBN 1-57898-454-8.